# Marie-Georges Pascal
Marie-Georges Pascal, nome artístico de Marie-Georges Charlotte Faisy (Cambrai, 2 de outubro de 1946 — Paris, 9 de novembro de 1985), foi uma atriz francesa. Trabalhou em cinema, televisão e teatro.

## Filmografia

### Atriz
- 1971 : Les Petites Filles modèles, dirigido por  Jean-Claude Roy : Camille de Fleurville
- 1972 : La Mort d'un champion (televisão), dirigido por  Abder Isker : Maria Chamart
- 1973 : Je suis frigide... pourquoi ?, dirigido por  Max Pécas : Carla Chambon
- 1973 : Hausfrauen Report international, dirigido por  Ernst Hofbauer : Janine
- 1973 : Les Infidèles, dirigido por  Christian Lara
- 1973 : Bananas Mecânicas (Bananes mécaniques), dirigido por  Jean-François Davy : Marie-Georges
- 1973 : Confidências de um Leito Muito Acolhedor (Les Confidences érotiques d'un lit trop accueillant), dirigido por Michel Lemoine : Noëlle
- 1973 : A Vida Alegre de Colinot (L'Histoire très bonne et très joyeuse de Colinot trousse-chemise), dirigido por  Nina Companeez : a banhista
- 1974 : Quand les filles se déchaînent , dirigido por  Guy Maria : Mylène
- 1974 : Gross Paris, dirigido por  Gilles Grangier
- 1974 : Le Dessous du ciel (série de televisão), dirigido por  Roger Gillioz : Joëlle Gavarnier
- 1975 : La Rage au poing, dirigido por  Eric Le Hung : Christine
- 1975 : Pilotes de courses (série de televisão), dirigido por Robert Guez : Brigitte
- 1976 : Le Milliardaire (televisão), dirigido por  Robert Guez : Cécile
- 1977 : D'Artagnan amoureux (série de televisão), dirigido por  Yannick Andréi : Julie de Colineau du Val
- 1977 : Minichroniques (série de televisão), episódio La Croisière dirigido por  Jean-Marie Coldefy y René Goscinny
- 1978 : Quand flambait le bocage  (televisão), dirigido por  Claude-Jean Bonnardot : Mme de Montsorbier
- 1978 : As Uvas da Morte (Les Raisins de la mort), dirigido por  Jean Rollin : Elisabeth
- 1978 : A Brigada Mundana (Brigade mondaine), dirigido por  Jacques Scandelari : Peggy
- 1979 : Par devant notaire (série de televisão), episódio La résidence du bonheur dirigido por  Jean Laviron : Minouche
- 1979 : Mme de Sévigné: Idylle familiale avec Bussy-Rabutin  (televisão), dirigido por   Gérard Pignol e Jacques Vigoureux : Louise de Bussy
- 1980 : La Vie des autres (série de televisão), episódio Le scandale dirigido por  Jean-Pierre Desagnat : Audrey Caldwell
- 1980 : Cauchemar, dirigido por  Noel Simsolo : Lydia
- 1981 : La Double Vie de Théophraste Longuet  (série de televisão), dirigido por Yannick Andréi : Jane de Montfort
- 1983 : Les Cinq dernières minutes (série de televisão), episódio Rouge marine dirigido por  Jean-Pierre Desagnat : Lydie Vignal
- 1983 : Flics de choc, dirigido por  Jean-Pierre Desagnat : ayudante de  « la maîtresse »

### Arquivo de Conteúdo
- 1975 : Rêves pornos dirigido por  Max Pécas (Arquivo, editado de Je suis frigide... pourquoi?) : Carla Chambon
- 1999 : Eurotika !, (série de televisão, documentario), dirigido por Andy Stark e Pete Tombs : episódios : Vampires and Virgins: The Films of Jean Rollin (Arquivo, editado de Les Raisins de la mort), Is there a Doctor in the House: Medicine gone bad (Arquivo, editado de Je suis frigide... pourquoi ?), I am a Nymphomaniac: Erotic Films of Max Pécas (Arquivo, editado de Je suis frigide... pourquoi ?)
- 2007 : La nuit des horloges dirigido por Jean Rollin (Arquivo, editado de Les Raisins de la mort)
- 2007 : Secret Cinema (Das geheime Kino), curta-metragem dirigido por  Michael Wolf (Arquivo, editado de Les Raisins de la mort)
- 2008 : Spark of Life, curta-metragem dirigido por Mike Bazanele (Arquivo, editado de Les Raisins de la mort)

## Teatro
- 1970 : La neige était sale de Georges Simenon e Frédéric Dard, dirigido por Robert Hossein, Théâtre des Célestins de Lyon : Minna
- 1972 : La Maison de Zaza musical adaptado da a comédia de Gaby Bruyère, dirigido por Darry Cowl, Théâtre des Variétés de Paris : Fleur-de-Pêcher
- 1974 : Duos sur canapé de Marc Camoletti, dirigido por Marc Camoletti, Théâtre Michel de Paris: Bubble
- 1975 : O Cid de Pierre Corneille, dirigido por Michel Le Royer, Théâtre Montansier de Versailles : Chimène
- 1975 : Antígona de Jean Anouilh, dirigido por Nicole Anouilh. Théâtre des Mathurins de Paris : Ismênia
- 1976 : Boeing-boeing de Marc Camoletti, dirigido por Christian-Gérard, Comédie Caumartin : Judith
- 1977 : Transit (Just Wild about Harry) de Henry Miller, dirigido por François Joxe. Théâtre National de Chaillot de Paris : Jeanie
- 1978 : Boeing-boeing de Marc Camoletti, dirigido por Christian-Gérard, Comédie Caumartin : Judith
- 1979 : Les femmes savantes de Molière, dirigido por Jean Térensier, Théâtre de la Renaissance
- 1979 : Boeing-boeing de Marc Camoletti, dirigido por Christian-Gérard, Comédie Caumartin : Judith
- 1980 : Duos sur canapé de Marc Camoletti, dirigido por Marc Camoletti, Théâtre Michel de Paris: Bubble
- 1980 : Soir de grève de Odile Ehret, dirigido por Virgil Tanase, Théâtre du Marais, Théâtre du Croq'Diamants de Paris : a mulher
- 1981 : Un chapeau de paille d'Italie de Eugène Labiche e Marc-Michel, dirigido por Guy Kayat. Théâtre 71 de Malakoff : Hélène
- 1982 : Huis clos de Jean-Paul Sartre, dirigido por Georges Wilson. Théâtre des Mathurins de Paris : Estelle Rigault
- 1983 : Le Nombril de Jean Anouilh, dirigido por Jean Anouilh y Roland Piétri. Théâtre de l'Œuvre de Paris : Joséphine
- 1985 : Negócios são negócios de Octave Mirbeau, dirigido por Pierre Dux. Théâtre Renaud-Barrault de Paris : Germaine Lechat